# Vărăşti
Vărăşti es una comuna ubicada en el distrito de Giurgiu, Rumania.

## Superficie
Cuenta con una superficie de 47,87 kilómetros cuadrados.

## Demografía
Hasta 2021 la población era de 5819 habitantes, con una densidad de población de 121,6 habitantes por kilómetro cuadrado.